# Hombourg

Hombourg este o comună în departamentul Haut-Rhin din estul Franței. În 2009 avea o populație de 1.097 de locuitori.

## Evoluția populației
| An        | 1975 | 1982 | 1990 | 1999 | 2006 | 2009  |
| --------- | ---- | ---- | ---- | ---- | ---- | ----- |
| Populație | 647  | 840  | 798  | 863  | 965  | 1.097 |